# 慈宝院 (さいたま市)
慈宝院（じほういん）は、埼玉県さいたま市大宮区三橋にある天台宗の寺院。

## 歴史
829年（天長6年）、慈覚大師円仁によって開山されたと伝えられる。江戸時代後期の地誌『新編武蔵風土記稿』では、円仁開山説に疑問を呈しているが、平安時代の瓦が出土していること、元和年間（1615年 - 1624年）に寂した住職の宥海が第40世であることから、少なくとも平安時代には既に存在していたものと推測される。
かつては寺領75石があったというが、寛永年間（1624年 - 1644年）に何らかの理由で失ったと伝えられている。
幕末期に寺子屋が開かれており、当寺の墓地には筆子塚がある。

## 交通アクセス
- 路線バス・慈宝院停留所より徒歩2分。